# Abilità comunicative
Le abilità comunicative sono i requisiti indispensabili per emettere messaggi facilmente comprensibili. Nel loro insieme danno forma alla competenza comunicativa umana.

## Tipi di abilità comunicative
Negli studi sulla comunicazione si distinguono diversi tipi di abilità comunicative. Ad esempio attraverso l'uso dell'ascolto attivo secondo il metodo di Thomas Gordon.

### Abilità comunicative ricettive
- Ascoltare in modo attivo, ponendo domande, interessandosi al problema esposto, lasciando spazio all’emittente di esprimersi e comprendendo il senso dei suoi silenzi. Le strategie per migliorare il rapporto con l'altro utilizzando l'ascolto attivo sono:

1. Manifestare interesse attraverso il contatto visivo, l'uso appropriato del linguaggio del corpo, la riduzione delle distrazioni (non distrarsi, né interrompere).
2. Richiedere informazioni attraverso domande generali, puntuali e cumulative; incoraggiare a continuare ed invitare ad approfondire.
3. Segnalare la comprensione con espressioni di intesa, riassumere quanto capito, riflettere il sentimento dell'interlocutore e parafrasare il contenuto.[2]

- Osservare la comunicazione non verbale che accompagna il parlato. Questa può rafforzare il messaggio espresso o contraddirlo.

- Accettare il punto di vista dell’altro che potrebbe non corrispondere con il proprio. Si deve partire dal presupposto che l’altro ha ragione e chiedergli di aiutarci a capire la situazione come la vede lui.

- Non giudicare il messaggio espresso.[3]

### Abilità comunicative introspettive
- Essere consapevoli dei propri limiti.
- Sapersi conoscere.[3]

### Abilità comunicative esplicative
- Essere abili nel comunicare in maniera efficace e semplice un messaggio linguistico o non.[3]

## Il progresso delle abilità comunicative nella fase prelinguistica

### Apprendimento delle prime regole comunicative
Durante la fase pre-linguistica il bambino fa conoscenza delle regole comunicative basilari che regolano la comunicazione tra due o più persone. 
Esse sono:
- l'esistenza e lo scambio reciproco di attività e pause tra l'interlocutore e locutore, come fondamento basilare per una corretta comunicazione (imparate dal bambino durante la fase dell'allattamento).
- l'apprendimento di un focus collettivo comune durante la comunicazione, imparato grazie all'emulazione del comportamento materno da parte del bambino, il quale col proprio sguardo segue quello della madre attorno al quarto mese di vita.

### Fase pre-intenzionale
Fino al sesto mese di vita, il bambino non nota che le sue azioni vengono recepite dall’esterno come  segnali di comunicazione. Riesce a interagire solo con una persona o con un oggetto inanimato e a condividere con esso solo un rapporto emotivo privo di finalità (comunicazione diadica).

### Fase intenzionale
Tra il sesto e l'ottavo mese di vita il bambino diviene consapevole del fatto che le sue azioni sono comunicative e inizia a mutare il suo comportamento per coordinarlo al fine di soddisfare i suoi bisogni. In questo periodo il bambino sperimenta per la prima volta una comunicazione triassica (una comunicazione tra due interlocutori resa possibile da un oggetto di interesse). Questa nuova abilità comunicativa gli permette di dirigere l'attenzione dell'interlocutore verso l'oggetto da lui descritto.

### I segnali infantili
Il bambino ha a disposizione sin dalla nascita dei segnali con i quali esprimere sé stesso. Nella fase pre-intenzionale questi segnali si producono in rapporto a stati interiori, mentre nella fase intenzionale verranno utilizzati dal bambino anche come strumenti comunicativi.
I segnali infantili che il bambino ha a disposizione prima della fase linguistica sono:
- il sorriso, il quale è inizialmente endogeno ed in seguito si manifesta sempre più per cause esterne.[6]

- il pianto, il quale è inizialmente fisiologico ed empatico.[7]

- La vocalizzazione, nella quale inizialmente il bambino emette suoni vegetativi per facilitare la sua respirazione mentre dal terzo mese di vita i suoni iniziano ad essere emessi per rispondere ad impulsi esterni. Nel sesto mese il bambino produce i primi balbettii.[7]
- i gesti, i quali possono essere performativi o referenziali. I primi sono i gesti che vengono interpretati in maniera diversa a seconda del loro contesto di manifestazione. I secondi invece sono quei gesti che non mutano di significato anche se eseguiti in contesti differenti (i gesti utilizzati per salutare o per indicare sono sempre gli stessi nonostante la variazione del contesto).[8]

## Il progresso delle abilità comunicative nella fase linguistica

### Sviluppo fonologico
Lo sviluppo fonologico del bambino inizia già con le prime grida emesse a inizio vita, fino a terminare nel suo complesso attorno al sesto e settimo anno di età. Il bambino inizia lo sviluppo fonologico nel momento in cui inizia ad emulare le strutture foniche emesse dalle persone attorno, da quelle più strette a quelle più estranee. I genitori giocano un ruolo importante in questo periodo.
In molte culture, gli adulti sono propensi a semplificare il proprio linguaggio per aiutare il bambino nella comprensione dell'enunciato da loro emesso (baby talk).

### Sviluppo sintattico
Lo sviluppo sintattico inizia dai 12-18 mesi sino a concludersi attorno ai 4 anni e attraversa varie fasi:
- La prima fase sintattica (tra i 12 e i 18 mesi) è la costruzione di enunciati costituiti da una sola parola (olofrase). In questa fase i locutori possono comprendere il messaggio solo avvalendosi di riferimenti contestuali, gestuali e di intonazione.
- La seconda fase sintattica (attorno ai 18 mesi) è quella della frase perno. In questa fase il bambino suddivide le parole  in due categorie: le "parole perno", ovvero quelle poche parole che si ripetano spesso (articoli, aggettivi, etc...) e le "parole residue", tante ma poco utilizzate all'interno delle frasi. Così in questa fase il bambino inizia a creare le prime frasi composte da due o più parole.
- La terza fase (fino ai 2-3 anni) è quella delle "frasi telegrafiche". Il bambino compone frasi più ricche rispetto alla fase precedente, ma pur sempre non complete a livello sintattico; è consapevole dell'importanza dell'ordine in cui le parole si presentano all'interno delle frasi, e conseguentemente le ripete, anche se tralascia ancora alcuni elementi sintattici durante l'enunciazione.
- La quarta fase (a metà dei 3 anni) è quella in cui il bambino riesce a distinguere le frasi principali da quelle subordinate.
- La quinta fase (al quarto anno di età) è quella in cui il bambino possiede le stesse abilità sintattiche dell'adulto (o vi si avvicina molto).[10]

### Sviluppo semantico
Lo sviluppo semantico inizia quando il bambino impara la sua prima parola e si protrae negli anni senza mai arrivare a una vera e propria fine. Il lessico passivo in ogni periodo è approssimativamente il doppio rispetto al lessico attivo. 
Lo sviluppo semantico è costituito da varie fasi. Esse sono:
- il passaggio generale-particolare-generale.
- il passaggio concreto-astratto.

Gli errori semantici ricorrono tra i 2-3 anni di età, fino al primo periodo scolastico. Essi sono:
1. la sovraestensione: quando il bambino chiama due cose diverse con lo stesso nome.
2. la sottoestensione: quando il bambino pensa che una parola sia associata ad un sotto-elemento dell'elemento reale.
3. il mismatch: quando il bambino commette errori semantici non spiegabili.
4. la difficoltà di comprensione:  quando il  bambino non comprende per esempio le relazioni di parentela o il significato di alcuni verbi.[11]

## Le abilità comunicative nei bambini
Le abilità comunicative si sviluppano nel tempo e migliorano via via che il bambino cresce.
L’adulto, che possiede piene abilità comunicative, deve prestare particolare attenzione alle competenze del ricevente, soprattutto quando il ricevente è un bambino. Infatti al di sotto dei 6/7 anni non è possibile attribuire ai bambini una competenza comunicativa completa perché non sono in grado di dominare il linguaggio, e non sono bravi a fare inferenze basandosi sul comportamento e sulle parole di terzi. Quando gli adulti e i bambini parlano tra loro il segnale linguistico inviato e quello compreso risultano diversi, soprattutto prima dei 7 anni. 
È solo tra i 4 e i 6 anni che i bambini iniziano a sviluppare la teoria della mente: la capacità di comprendere le rappresentazioni mentali altrui e quindi andare oltre le proprie. Grazie a questa acquisizione iniziano ad avere una prima idea riguardo alla differenza tra apparenza e realtà, e iniziano a capire che un comportamento non corrisponde necessariamente a quello che l’altra persona pensa o sente. Inoltre, il bambino inizia a comprendere che due persone possono avere due punti di vista diversi su uno stesso evento. L’attribuzione di un significato realistico ai segnali non verbali ed emotivi avviene dopo i 6/7 anni.

## Deficit delle abilità comunicative
L’abilità comunicativa è compromessa nei disturbi del neuro-sviluppo per una vulnerabilità genetica alla base che interagisce poi con l’ambiente in cui il bambino nasce e cresce. Tra i disturbi del neuro-sviluppo, con difficoltà nelle abilità comunicative ci sono:
- disturbo specifico del linguaggio[13]
- disturbo dello spettro autistico[14]
- Sindrome di Down[15]

In questi casi le abilità comunicative fanno fatica ad emergere e c’è bisogno dell’intervento di esperti (psicologi, neurologi, logopedisti) per aiutare la famiglia e il bambino ad adattarsi all’atipicità connessa. 
Deficit nelle abilità comunicative possono sopraggiungere anche in seguito a lesioni selettive nelle aree deputate alla produzione o alla comprensione del linguaggio in età adulta. A seguito di incidenti infatti può verificarsi la perdita di abilità comunicative conseguenti a danni cerebrali nelle aree del linguaggio. Per ridurre il danno sopravvenuto diventa necessaria una riabilitazione attuata da specialisti.   
Anche alcune patologie neurologiche producono la compromissione delle abilità comunicative. Ciò è tipico della categoria dei disturbi dell’eloquio: 
- Afonia e disfonia: l’afonia è la perdita di capacità di vocalizzare. La disfonia è una difficoltà accompagnata da raucedine ma senza la perdita completa della capacità di vocalizzare.

- Disartria: disturbi dell’articolazione causati dalle lesioni del tronco cerebrale.

- Balbuzie e inceppamento: ripetizioni involontarie delle sillabe all'interno di parole.

- Logoclonia: ripetizione spastica di sillabe che si verifica nel Parkinson.

- Ecolalia: ripetizione di parole o frasi pronunciate in presenza del soggetto stesso di cui però egli non comprende il significato.

- Eloquio inintelligibile: il discorso può risultare incomprensibile a causa della disfasia, del pragmatismo, o dell’incoerenza della sintassi.[16]